# Serixia celebiana
Serixia celebiana là một loài bọ cánh cứng trong họ Cerambycidae.